# إيدا مور
إيدا مور (بالإنجليزية: Ida Moore) هي ممثلة أمريكية، ولدت في 1 مارس 1882 في ألتونا في الولايات المتحدة، وتوفيت في 26 سبتمبر 1964 في لوس أنجلوس في الولايات المتحدة.

## وصلات خارجية
- إيدا مور على موقع IMDb (الإنجليزية)
- إيدا مور على موقع إن إن دي بي (الإنجليزية)
- إيدا مور على موقع قاعدة بيانات الفيلم (الإنجليزية)